# Yum! Brands
Yum! Brands, Inc. (NYSE: YUM) — американська корпорація, яка працює у сфері громадського харчування. Входить до списку 500 найбільших компаній США, за версією журналу Fortune. Yum! належить 3 світових бренди — Taco Bell, KFC, Pizza Hut. Yum! вважається найбільшим оператором ресторанів швидкого обслуговування в світі за кількістю точок. Компанії належить близько 38 000 ресторанів більш ніж в 110 країнах. У 2010 році світові продажі Yum! склали близько 11 мільярдів доларів США. Штаб-квартира — в Луїсвіллі, штат Кентуккі.